# Assérac
Assérac é uma comuna francesa na região administrativa do País do Loire, no departamento de Loire-Atlantique. Estende-se por uma área de 32.91 km². Em 2010 a comuna tinha 1 860 habitantes (densidade: 56,5 hab./km²).